# Shona (Sängerin)
Shona (* 29. Januar 1963, bürgerlich Catherine Chonageokoff, auch genannt Katerine Shona) ist eine französische Popsängerin und Liedschreiberin, deren Karriere sich hauptsächlich über die zweite Hälfte der Achtziger erstreckte.

## Karriere
Die 1963 geborene Catherine Chonageokoff erhielt in ihrer Kindheit eine klassische Musikausbildung in Klavier und Gesang. Im Alter von 16 Jahren schrieb sie erste eigene Lieder.
Ihr erster Tonträger erschien 1985 mit der Single Panthère noire auf Columbia/Pathé Marconi, wo in den 80ern auch ihre weiteren Platten veröffentlicht wurden. Im Jahr 1987 folgte Élodie, mon rêve, welche 1988 Platz 10 der französischen Charts erreichte. Dies sollte Shonas einziger Charterfolg bleiben. Noch im Jahr 1988 kam mit Au jour le jour eine weitere Single heraus.
Im Jahr 1989 erschienen sowohl die Singles Un instant de vie und Les sentiments, als auch Shonas erstes und einziges Album Complètement mec. Danach brachte sie für eine Weile keine Tonträger mehr heraus, bis 1997 unter dem Namen Katerine Shona die Single Tout ce qu' on a... auf  Tréma veröffentlicht wurde.
Seit dem Ende ihrer Popsängerkarriere ist Shona als Musiklehrerin tätig.

## Diskografie

### Singles
- 1985: Panthère noire
- 1987: Élodie, mon rêve
- 1988: Au jour le jour
- 1989: Un instant de vie
- 1989: Les sentiments
- 1997: Tout ce qu' on a... (als Katerine Shona)

### Album
- 1989: Complètement mec